# مارک برنارد

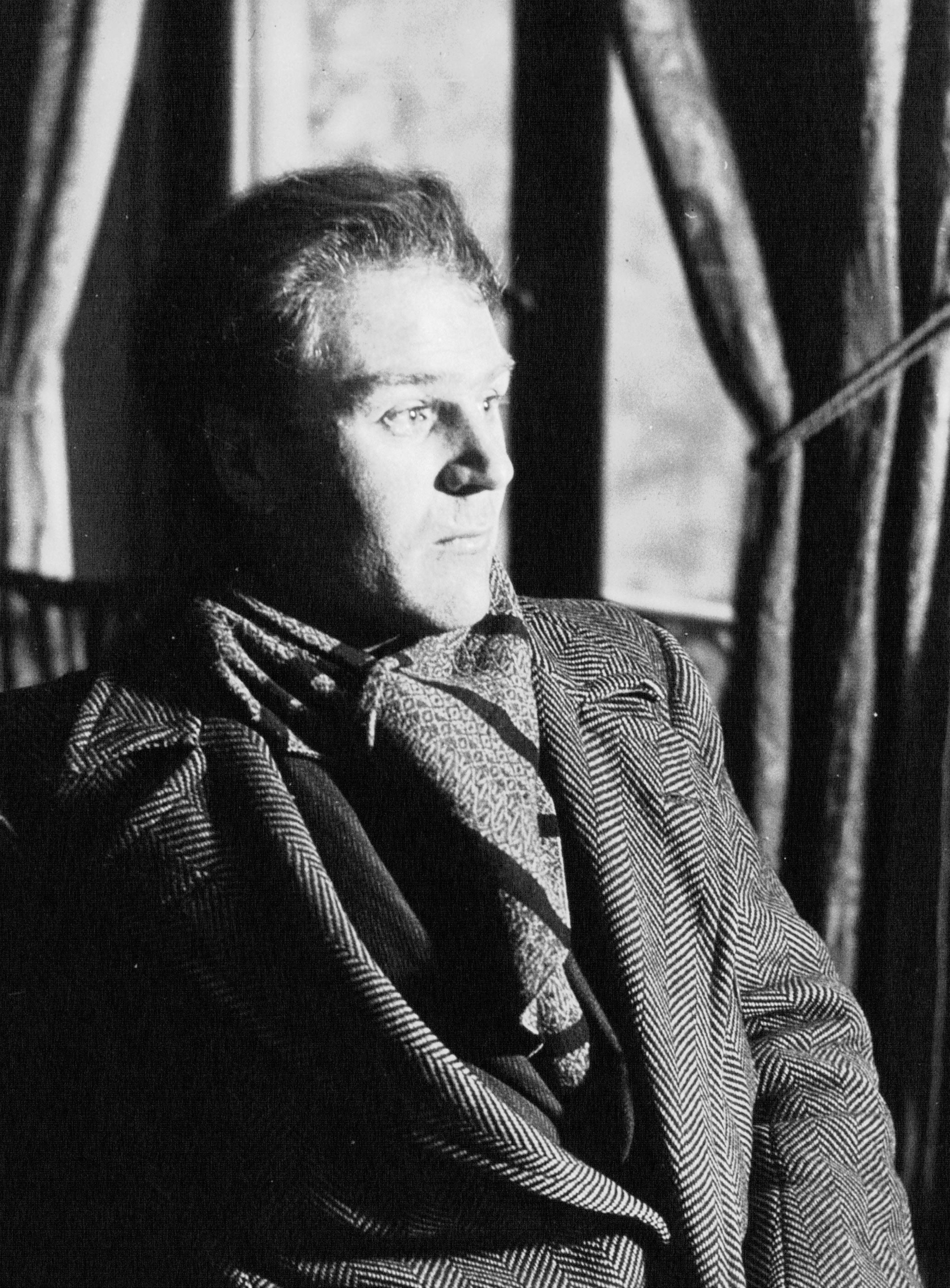
مارک برنارد در سال ۱۹۳۴

مارک برنارد (۶ سپتامبر ۱۹۰۰ در نیم– ۱۵ نوامبر ۱۹۸۳ در نیم)، نویسنده فرانسوی، برنده جایزه ادبی فرانسه جایزه انترالیه برای اثر «Anny» در سال ۱۹۴۳ و جایزه گنکور است.

## زندگی
مادر وی در حالی که ۱۲ ساله بود و در یک کارخانه فلز کار می‌کرد، مارک را بدنیا آورد. بدنیا آمدن در یک خانواده کارگری برنارد را به سمت ادبیات سوررئالیستی کشاند و در سال ۱۹۲۹
رمانی بنام زیگزاگ را با الهام از جنبش سوررئالیستی منتشر کرد که مورد توجه هانری باربوسه قرار گرفت.
در طول دهه ۳۰ میلادی برنارد برای یک روزنامه طرفدار کمونیست بنام موند به عنوان منتقد فعالیت داشت. وی که در یک خانواده کارگری بدنیا آمده بود طرفدار ادبیات طبقه کارگر هم بود و در سال ۱۹۳۲ «گروه نویسندگان طبقه کارگر» را در فرانسه تأسیس کرد.